# Data room
Le data room sono usate in numerosi tipi di transazione dove un venditore o un'autorità devono rivelare una grande quantità di dati riservati, confidenziali (comunque non destinati al pubblico), inerenti al bene in vendita, agli interessati all'acquisto, tipicamente nel corso di un'operazione di due diligence per la cessione di un'azienda o di un ramo di essa.
La data room tradizionale era davvero una stanza costantemente sorvegliata, situata, di solito, presso la sede del venditore o in quella dei suoi legali che gli interessati all'acquisto e i loro consulenti potevano visitare allo scopo di consultare documenti, registri ed altri dati resi disponibili. Gli interessati all'acquisto, spesso, venivano ammessi alla data room uno alla volta. 
In caso di operazioni di grande entità venivano coinvolti gruppi di esperti in varie discipline per esaminare al meglio i dati e questo causava un grande dispendio di tempo e di energia: tutte queste persone dovevano recarsi nel luogo dove si trovava la data room, attendere il proprio turno, esaminare i dati e ripetere il tutto in caso di richiesta di dati ulteriori.
Per questo motivo, quando la tecnologia lo ha reso possibile, le data room sono state soppiantate dalle virtual data room (VDR).
Una virtual data room consiste in un sito internet riservato agli interessati all'acquisto ai quali viene fornita la chiave, il certificato, o un altro mezzo per ottenere l'accesso. Gli interessati all'acquisto possono così accedere ai dati, eseguirne il download, interagire con il venditore richiedendo altri dati in tempi limitati e senza dover rispettare turni di consultazione.
Normalmente coloro i quali accedono alle data room devono prima garantire di non diffondere in alcun modo i dati che acquisiscono. Inoltre l'acquisizione dei dati viene registrata: si tiene traccia di chi accede ai dati, di quali dati consulta e per quanto tempo.